# Deinypena nyasana
Deinypena nyasana là một loài bướm đêm trong họ Noctuidae.